# Frederik Willem Conrad (1800-1870)
Frederik Willem Conrad (Spaarndam, 15 februari 1800 – München, 1 februari 1870) was een Nederlands waterbouwkundige en spoorweg- en telegrafiepionier, telg van de familie Conrad. De bijdragen van Conrad hebben er mede toe geleid dat Nederland vanaf 1839 een spoornet heeft en vanaf 1848 een landelijk dekkende telegrafiedienst met aansluiting aan het buitenland.

## Levensloop
Frederik Willem Conrad was de zoon van Frederik Willem Conrad, Inspecteur-Generaal van de Waterstaat, en Wilhelmina Brosterhuijzen. Toen zijn vader relatief jong stierf, kregen Conrad en zijn broers als blijk van erkenning door Lodewijk Napoleon op kosten van de staat een opleiding aan de Artillerie- en Genieschool te Delft. Als cadet studeerde Conrad daar op zeventienjarige leeftijd af, waarbij hij de laatste driekwart jaar optrad als leraar wiskunde aan de opleiding.

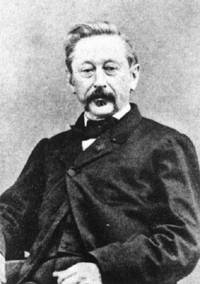
F.W. Conrad.

In 1817 werd Conrad aangesteld als aspirant-ingenieur onder inspecteur-generaal Jan Blanken. Hij werkte mee bij de aanleg van het Noordhollandsch Kanaal en het Kanaal van Steenenhoek; bij werk aan de Linge, aan het Zederikkanaal, en aan een dok in Hellevoetsluis. In 1825 werd hij op gezag van Bernardus Hermanus Goudriaan verplaatst naar Noord-Brabant, waar hij werd benoemd tot Provinciaal Ingenieur. In 1829 werd hij verplaatst naar Rotterdam en aldaar belast met de provinciale dienst van Zuid-Holland. In dezelfde dienst werd hij in 1835 gestationeerd in Den Haag.
Van 1839 tot 1855 was hij ingenieur-directeur van de Hollandsche IJzeren Spoorweg-Maatschappij (HIJSM). In 1858 trad hij weer in dienst van Rijkswaterstaat. Hij werd daar in 1866 hoofdinspecteur.
Conrad was in 1847 medeoprichter van het Koninklijk Instituut van Ingenieurs (KIVI). Bij legaat is bij het KIvI de Conrad’s Premie ingesteld.
Onder leiding van de liberale minister Thorbecke werd in 1852 door de Nederlandse regering de Rijkstelegraaf opgericht die de wildgroei aan particuliere telegrafielijnen omvormde tot een fijnmazig en samenhangend landelijk netwerk. Onder technische leiding van de fabrikant Eduard Wenckebach, hielden Conrad en Van der Kun zich bezig met het aan te stellen personeel, de leveranties, de voorschriften, de regelingen met het buitenland, en met de voortgang van het werk in het algemeen. Eind 1857 waren alle belangrijke plaatsen in Nederland onderling en met het buitenland, telegrafisch met elkaar verbonden.
In 1855 was hij lid en in 1856 president van de internationale commissie van ingenieurs voor de bouw van het Suezkanaal. Van 1858 tot 1865 was hij de vertegenwoordiger van de onderkoning van Egypte bij de Suez-kanaalmaatschappij.
Nadat hij in december 1869 de plechtige opening van dit kanaal had bijgewoond, overleed hij op de terugreis in een hotel in München op 1 februari 1870.
De Conradstraat in de Amsterdamse Czaar Peterbuurt is naar hem genoemd. Dat is ook het geval met de Conradstraat in de directe omgeving van het station Rotterdam Centraal. Deze laatste straat is zo genoemd omdat Conrad  aanlegger van de spoorweg van Rotterdam naar Den Haag was.

### Personalia
Conrad had twee oudere broers, Jan Willem Conrad (1795-1853), vader van Jan Frederik Willem Conrad (1825-1902), en Martinus Hendrik Conrad (1798-1854). Hij trouwde op  5 oktober 1825 in Vreeswijk met Jacqueline Marie Braber (1805 - 1878) en had meerdere kinderen met haar.

## Werk

### Provinciaal Ingenieur
In 1825 werd Conrad benoemd tot Provinciaal Ingenieur in Noord-Brabant. De betrekking van provinciaal ingenieur had in die tijd een geheel eigen karakter, aldus Ramaer (1911). Het toezicht op de waterschappen was, behalve in Zeeland, van weinig betekenis, daarentegen was de bouw van kerken, in het bijzonder in Noord-Brabant, aan de provinciale waterstaat opgedragen.
Conrad werkte aan de waterhuishouding in de streek, en liet onder meer een aantal stoomgemalen en stoomwatermolens bouwen. Volgens sommige bronnen raakte Conrad hier vertrouwd met stoommachines als krachtbron. Hij was actief bij de bouw van een aantal kerken, waaronder in de Heikese kerk in Tilburg. Ook ontwierp Conrad gedurende deze dienstbetrekking een verbeterde uitwatering van de Maaspolders tussen Grave en 's Hertogenbosch. Na vier jaar werd Conrad overgeplaatst naar Zuid-Holland.

### Werk bij de spoorwegen

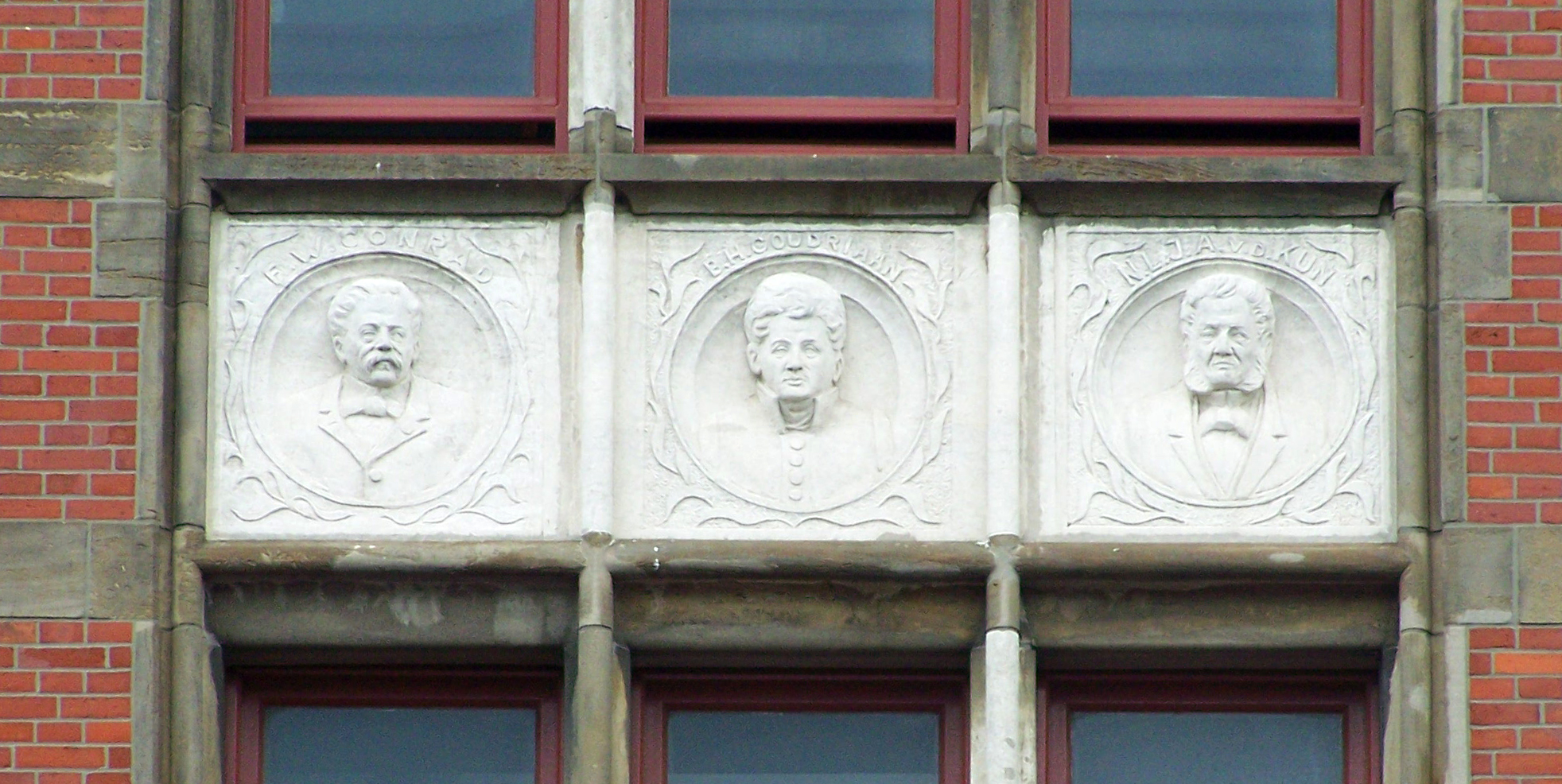
Conrad Goudriaan en v.d. Kun op Amsterdam Centraal Station

In februari 1839 werd Conrad aangesteld als Ingenieur-Directeur bij de Hollandsche IJzeren Spoorweg-Maatschappij (HIJSM), waar hij verantwoordelijk werd voor de aanleg van de eerste spoorlijn van Nederland tussen Amsterdam en Haarlem. Hij verving Willem Christiaan Brade, die in december 1840 door de maatschappij was ontslagen. Conrad ontwierp onder andere de benodigde spoorbruggen, zoals in 1841 die over het Spaarne, de eerste draaibrug van Nederland. In 1847 werd hij tevens president van de mede door de HIJSM opgerichte eerste telegraafmaatschappij van Nederland, waarvan Eduard Wenckebach de dagelijkse leiding had. De NTB exploiteerde de telegraaflijn langs de Hollandse spoorlijn totdat het bedrijf door de staat der Nederlanden werd overgenomen. Hij bleef tot 1855 in dienst bij de HIJSM.

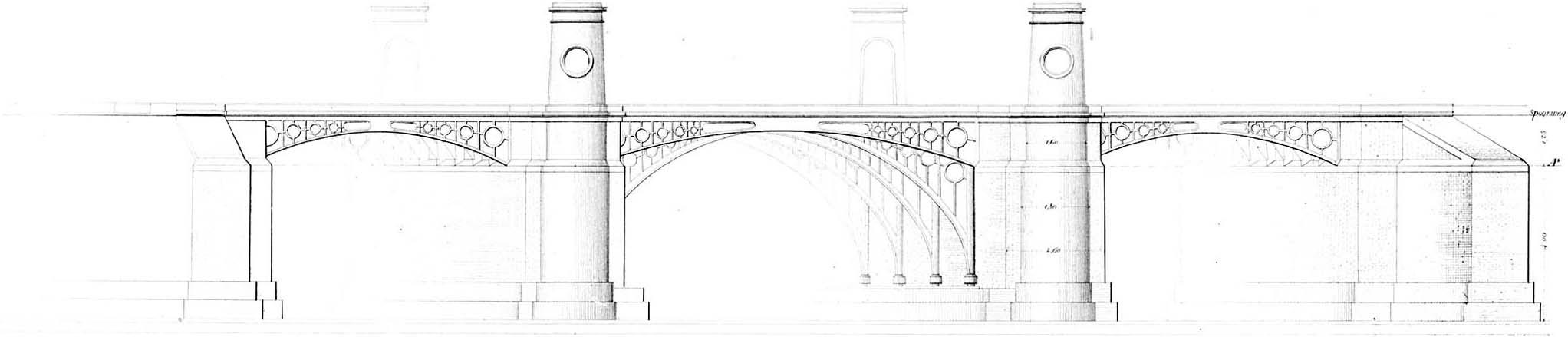
Spoorwegbrug over de Delfshavense Schie, 1846

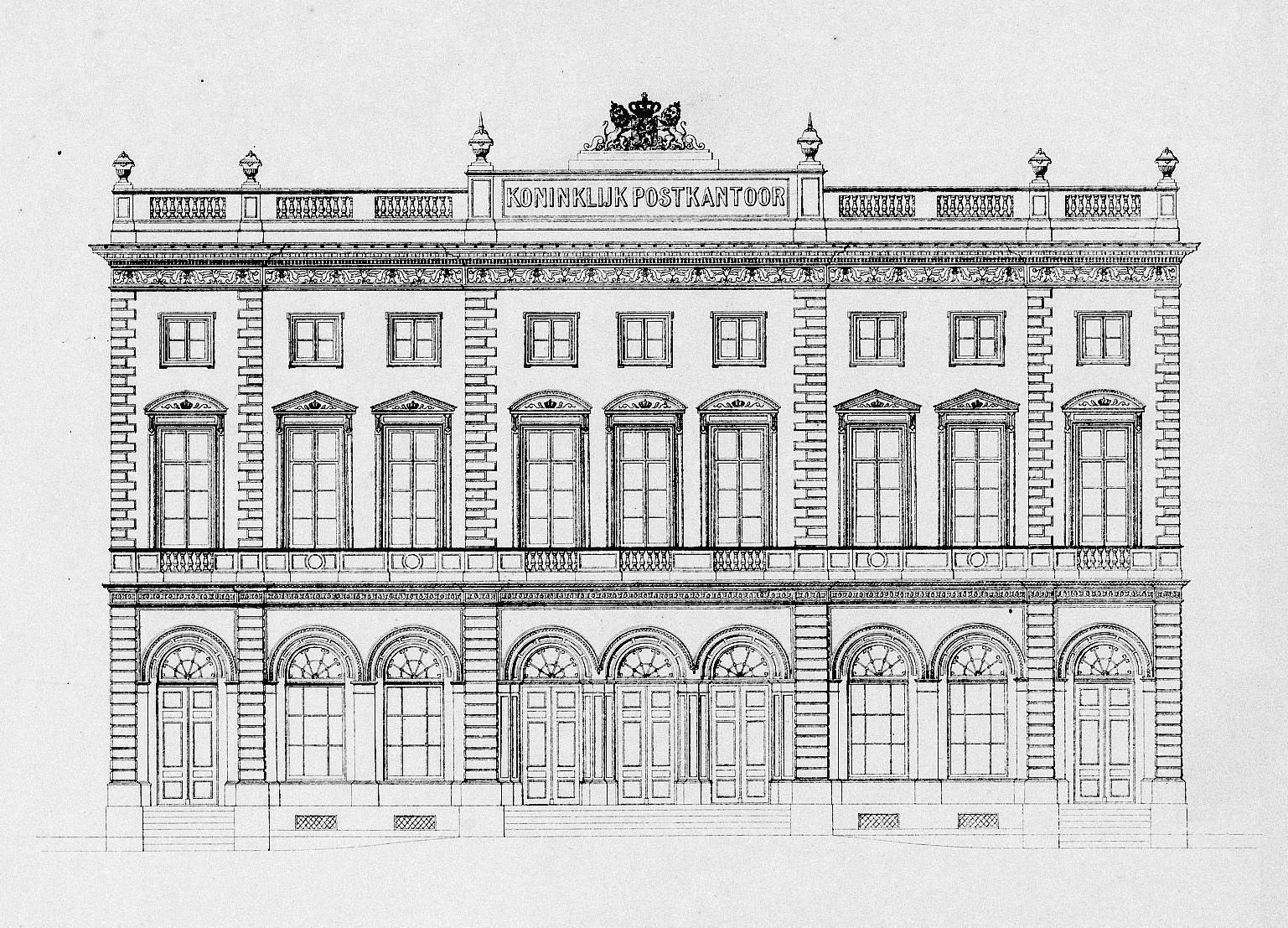
Koninklijk Postkantoor, Amsterdam (i.s.m. Cornelis Outshoorn), 1854

### Reizen naar de landengte van Suez, Egypte, het Heilige Land,1859

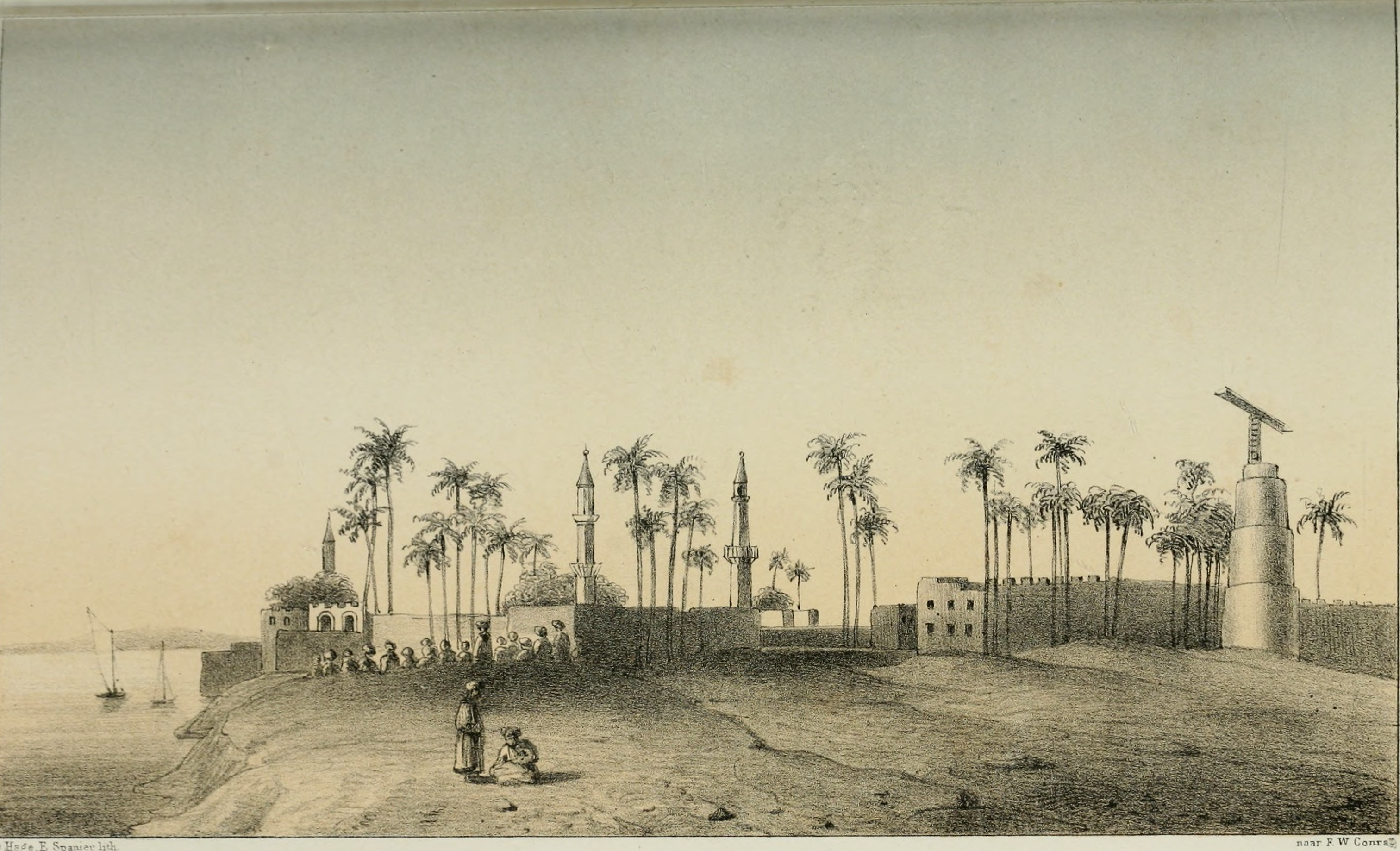
Reizen naar de landengte van Suez, Egypte, het Heilige Land, illustratie door Conrad

Conrad werd in 1850 gevraagd om voorzitter te worden van de Internationale Commissie voor de doorgraving van de landengte van Suez (Commissie Internationale pour le percement de l’isthme de Suez), een commissie ingesteld door de Kedive van Egypte, Muhammad Sa’id. Deze Commissie had tot taak de Kedive te adviseren over de haalbaarheid van een Suez-kanaal. Het eindverslag werd in 1857 gepresenteerd. In 1859 publiceerde Conrad het boek Reizen naar de landengte van Suez, Egypte, het Heilige Land, over zijn werkervaring, het Suez kanaal en de lokale cultuur. In de inleiding legde hij de intentie van dit werk als volgt uit:
Mijne reizen naar en door Egypte zijn voor mij in vele opzigten belangrijk geweest, niet alleen wegens het gewigt der zaak, waartoe ik geroepen werd mede te werken, maar ook uithoofde van de gelegenheid, die zich voor mij aanbood, om eene wereldstreek te leeren kennen, waaraan zoo vele geschiedkundige herinneringen verbonden zijn, en waar iedere voetstap merkwaardig is; want het is onmogelijk, dat hoogst belangrijke land te bezoeken zonder zich aangetrokken te gevoelen tot alles wat de overblijfselen van vervlogene eeuwen ons daar te aanschouwen geven.
In het werk geeft hij ook een omvattend beschrijving van het Suez-kanaal van de globale implicaties op de mondiale handelsroutes, en de 163 km lange route op de landengte van Suez in Egypte, tot het ontwerp van de haven, en de detaillering van het profiel van de dijken (zie afbeeldingen).

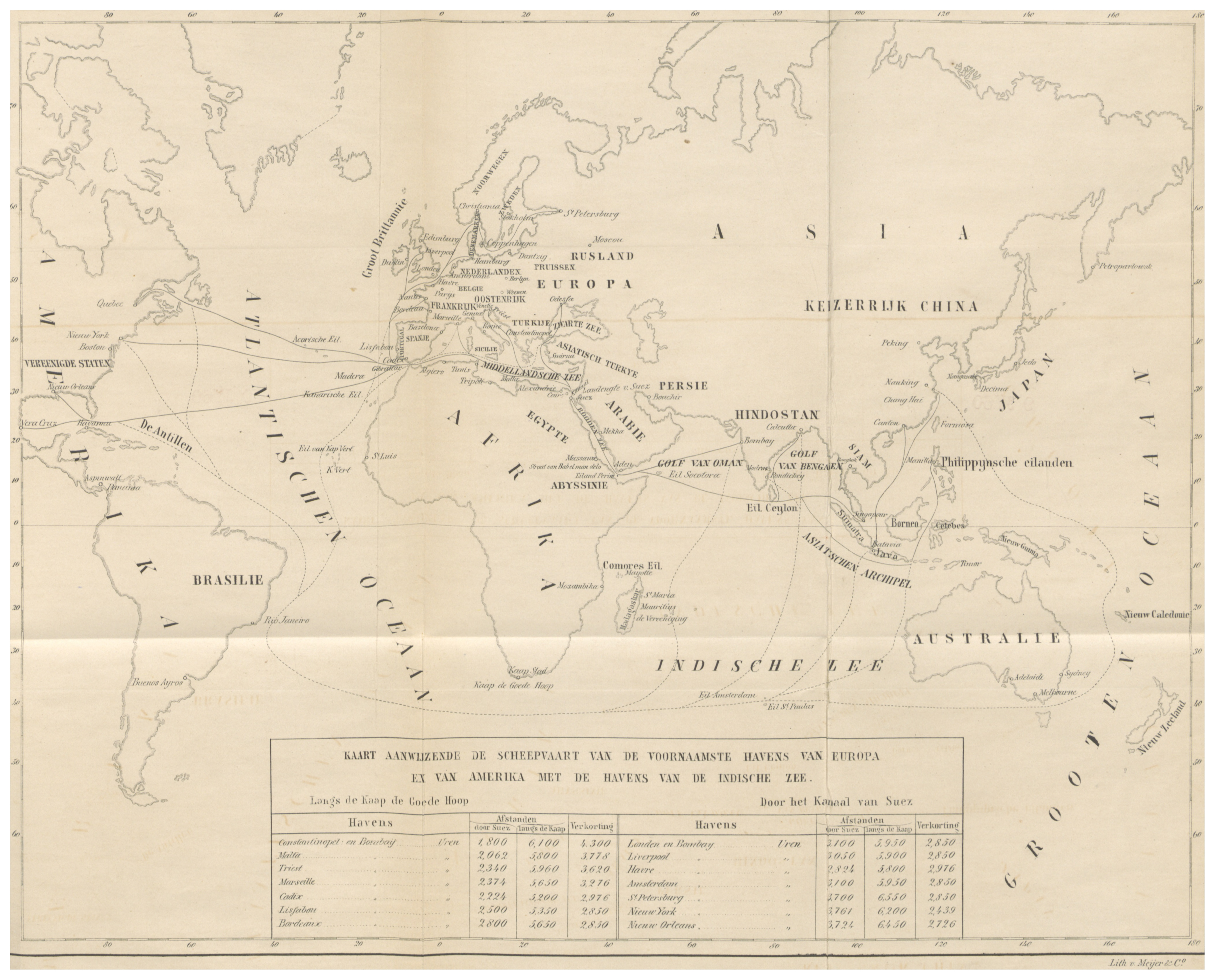
Scheepsroutes globaal
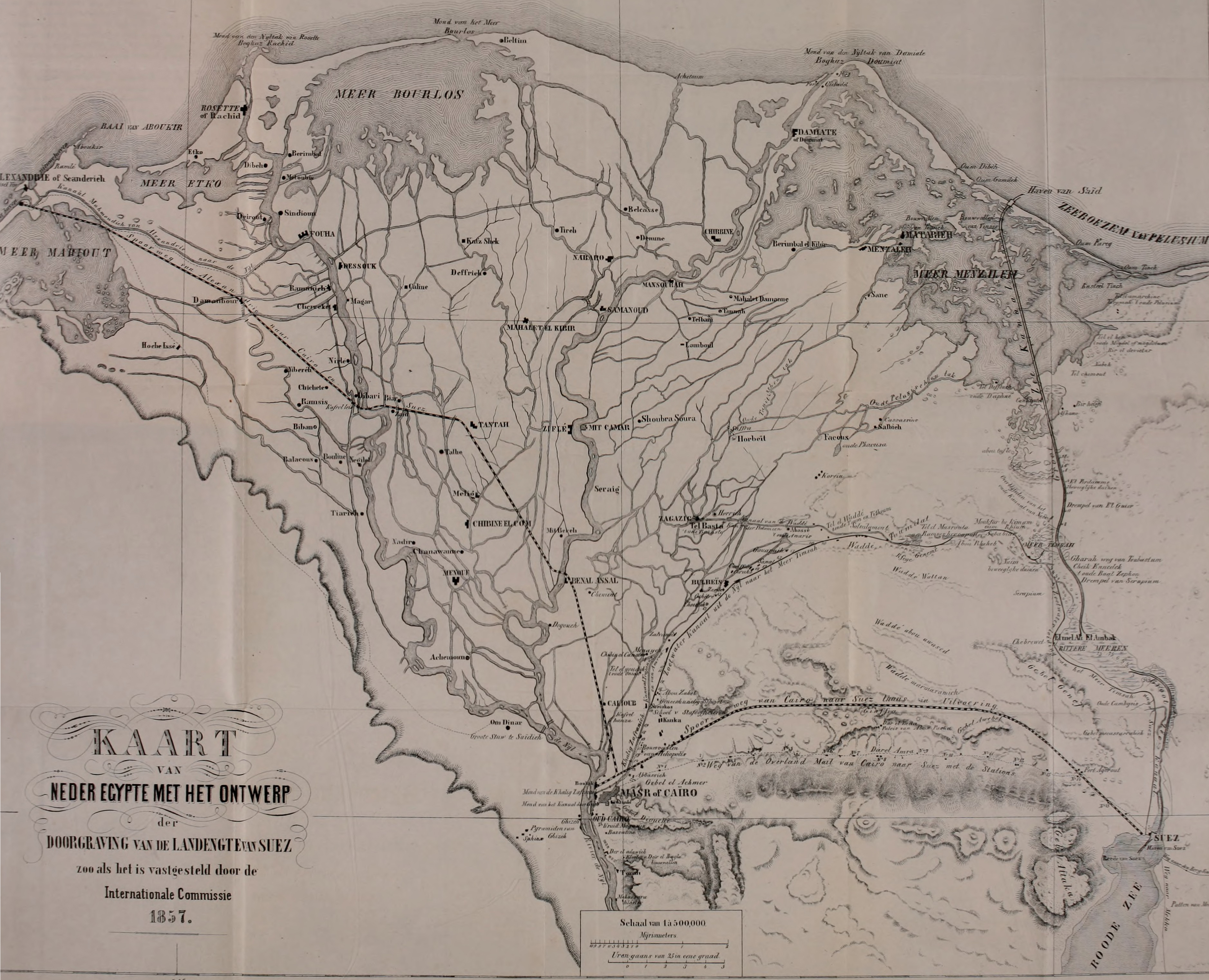
Kaart van het Suez kanaal en de Nijldelta
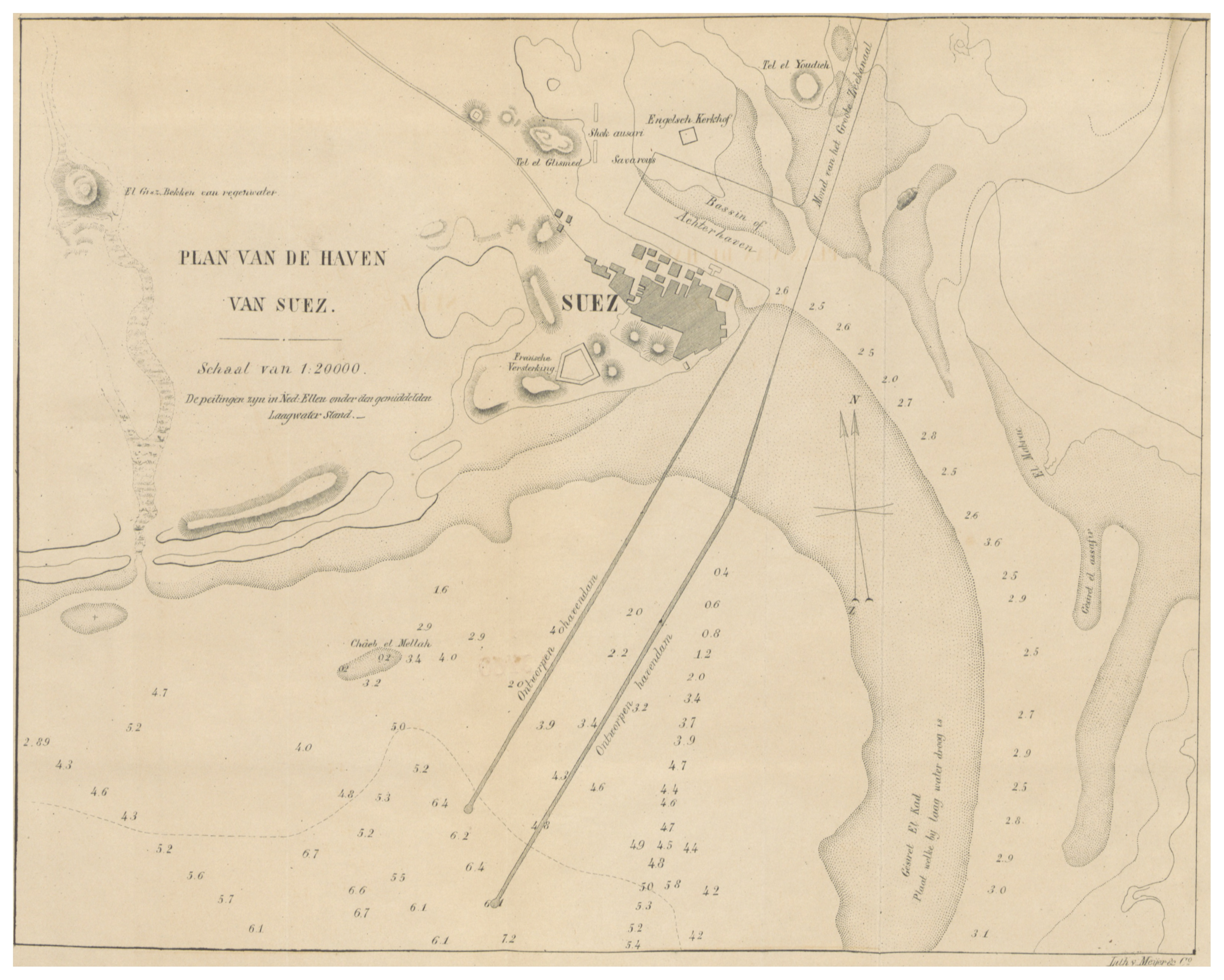
Plan van de Haven van Suez
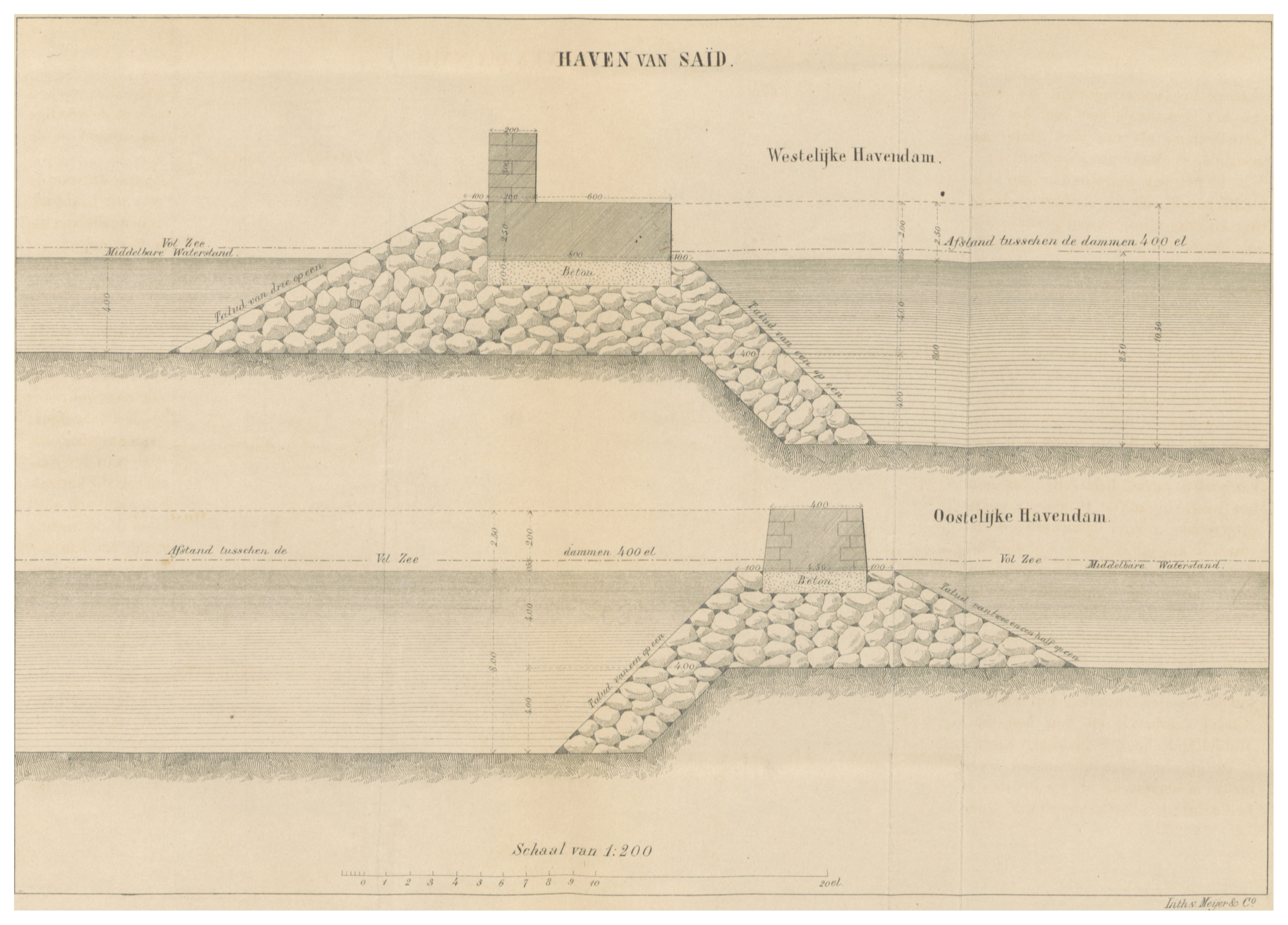
Profiel van de Haven

### Verzen en ander werk
Frederik Willem Conrad jr. maakte dikwijls geestige verzen, die zonder of met naam in verschillende tijdschriften geplaatst zijn. De meeste staan in de Vaderlandsche Letteroefeningen van 1830 tot 1834, enkele andere in De Atlas van 1831 en 1832.
Conrad schreef veel over onderwerpen, die zijn vak betroffen. De kleinere geschriften zijn in 1849 door hem verzameld en onder de titel Verspreide bijdragen in 's-Gravenhage en in Amsterdam uitgegeven.
Voor De Vriend des Vaderlands in 1840 schreef Conrad een scherpe brief aan Hildebrand over een uitdrukking in diens opstel: Begraven voorkomende in De Gids (1838), in: Proza en Poëzy (1840) en de C. O, vierde uitgave. Die brief betrof een niet juist begrepen vermelding van de gedenksteen voor Christiaan Brunings.
- Bibliothèque nationale de France: cb153582644 (data)
- Biografisch Portaal: 00249030
- Digitale Bibliotheek voor de Nederlandse Letteren: conr004
- Gemeinsame Normdatei: 1221562789
- International Standard Name Identifier: 0000 0003 8729 1770
- Nederlandse Thesaurus van Auteursnamen: 069991421
- Virtual International Authority File: 305413312
- WorldCat: E39PCjDRCRQFbJ38mg4C9XXx8P